# Whiskas
A Whiskas egy világszerte értékesített macskaeledel-márka. A védjegy jogosultja a	Mars, Incorporated, USA-beli cég (székhelye: McLean).  A Whiskas márkanév alatt száraz eledelhez, húskonzervhez és alutasakos eledelhez juthatunk hozzá. A termékek egyik ismertető jegye a lila színű csomagolás. A Whiskas indulása óta a termékek "reklámarca" a márványcirmos mintázatú, ezüst színű brit rövidszőrű macska.
A Whiskas márkájú macskaeledeleket Nagy-Britanniában, egy kisvárosban, az angol élelmiszeripar központjának is nevezett Melton Mowbrayben állítja elő a Pedigree Pet Foods nevű cég, amely szintén a Mars Rt. tulajdonában áll. A cég egy kutatóintézettel is rendelkezik, mely a közeli Waltham on the Wolds nevű kisvárosban kapott helyet.
A Whiskas angol szlogenje a Tízből nyolc tulajdonos szerint a macskája a Whiskast részesíti előnyben, de Magyarországon a reklámok alatt A macskák Whiskast vennének szövegű szlogen hangzik el.
A Whiskas 1936-ban az indulásakor még a Kal Kan nevet viselte. A márkát birtokló cég 1988-ban változtatta Whiskasra a márkanevet a nemzetközi eladás előremozdítása érdekében.
A Whiskas a Pedigree márkával együtt 1991-ben került először Magyarországon forgalmazásba, majd 1993 óta meghatározó szerepet játszik az állateledelek hazai gyártásában és exportjában. A Magyarországon forgalomba kerülő Whiskas termékeket mind a Csongrád-Csanád vármegyei Csongrád-Bokroson állítják elő. Az ottani élelmiszeripari gyár termékei összesen 42 országban kerülnek eladásra, és a 2008-as Reader's Digest magazin "Megbízható márkák" nevű felmérése szerint nem csak a magyar, hanem a svéd, az angol és a finn olvasók is a Csongrád-Bokroson is gyártott Pedigree, illetve Whiskas eledelben bíznak leginkább.

## Termékei
A hagyományos száraz és konzerv eledelek mellett vásárolható még macskatej, alutasakos eledel és különböző rágcsálnivalók háziállatunk részére. A termékek három kategóriára vannak osztva: kölyök, felnőtt illetve idős macskák részére külön eledelek vannak.
A Whiskas eledelek különösen sok vitamint tartalmaznak és jól védi a fogínyt, valamint csökkentik az állatokban a szőrlabdák kialakulását.

## Kritika
Bár kétségkívül a legismertebb márka, a független táplálkozás-szakértők nem értenek egyet az egészségességére vonatkozó állításokkal.

## Külső hivatkozások
1. ↑  Idén is első helyen: Pedigree és Whiskas[halott link]
2. ↑  Whiskas termékek. [2010. február 25-i dátummal az eredetiből archiválva]. (Hozzáférés: 2010. február 14.)
3. ↑  https://de.wikipedia.org/wiki/Whiskas#Kritik
4. ↑  Hans-Ulrich Grimm: Katzen würden Mäuse kaufen Schwarzbuch Tierfutter, Deuticke Wien (2007) ISBN 978-3-552-06049-4